# Leon Powe
Leon Powe (Oakland, California; 22 de enero de 1984) es un exjugador de baloncesto estadounidense que disputó seis temporadas en la NBA. Con 2,03 metros de altura jugaba de ala-pívot.

## Carrera

### High School
Leon acudió a Oakland Technical High School, donde promedió como júnior 28 puntos, 14.8 rebotes and 3 tapones por partido, mientras que en su año sénior 27.4 puntos 14.2 rebotes y 3.1 tapones. Fue nombrado en el Mejor Quinteto Parade All-American y fue elegido Jugador del Año Gatorade en California. También fue elegido para disputar el McDonald's All-American convirtiéndose en el primer deportista de Oakland Tech en tener el dorsal retirado.

### Universidad
Powe militó en California Golden Bears desde 2003 al 2006, sin embargo su temporada sophomore se la pasó en blanco debido a una lesión de rodilla.
En su año freshman, en la 2003-04 se alzó con el premio de Freshman del Año en la Pac-10 y fue incluido en el Mejor Quinteto de la Pac-10. Se convirtió en el primer freshman de la historia en liderar la Pac-10 en rebotes, con 9.5, decimoquinta mejor marca en la historia. Además añadió 15.1 puntos. Desde Shareef Abdur-Rahim no contaban con un jugador que apuntaba tan alto.
Después de pasarse en blanco su segunda temporada con los Golden Bears existían muchas dudas acerca del rendimiento que podía ofrecer la rodilla de Powe. Sin embargo, disipió todo tipo de dudas con una temporada júnior espectacular. 20.5 puntos y 10.1 rebotes fueron sus promedios. Lideró al equipo a un balance de 20-11 con posterior clasificación al torneo NCAA, donde cayeron en 1.ª ronda ante North Carolina State.
Powe fue nombrado en el 2.º Quinteto All-American por Associated Press, the U.S. Basketball Writers y ESPN.com. Al igual que en su año freshman, fue elegido en el Mejor Quinteto de la Pac-10.

### NBA
Powe se presentó al draft de 2006, donde fue elegido en el puesto 49 de 2.ª ronda por Denver Nuggets, quienes más tarde lo tradearon a Boston Celtics. Después de jugar y convencer con los Celtics en la liga de verano se ganó un contrato de 3 años con el equipo.
En Boston, Powe lo tenía complicado ya que por delante tenía a Al Jefferson, Kendrick Perkins, Michael Olowokandi, incluso Brian Scalabrine. Sin embargo, debido a la plaga de lesiones que asoló a Boston a final de temporada y a que no existían opciones de playoffs, Powe empezó a contar con minutos en el mes de abril, donde firmó unos buenos 9 puntos y 5.9 rebotes, demostrando sus cualidades. Frente a Atlanta Hawks el 10 de abril de 2007 logró su segunda mejor anotación con 19 puntos, mientras que el 12 de enero de 2007 consiguió su tope en rebotes con 12 ante Toronto Raptors. Acabó su año rookie con 4.2 puntos y 3.4 rebotes. El 8 de junio de 2008 consiguió su máxima anotación (21 puntos) ante Los Angeles Lakers en el Game 2 de los Playoff Finals.
En agosto de 2009 firmó con Cleveland Cavaliers. El 24 de febrero de 2011 fue cortado por los Cavaliers y fichó por Memphis Grizzlies.

## Estadísticas de su carrera en la NBA

### Temporada regular
| Año     | Equipo    | PJ  | PT | MPP  | %TC  | %3P  | %TL  | RPP | APP | ROB | TPP | PPP |
| ------- | --------- | --- | -- | ---- | ---- | ---- | ---- | --- | --- | --- | --- | --- |
| 2006–07 | Boston    | 63  | 2  | 11.4 | .446 | .000 | .736 | 3.4 | .2  | .2  | .3  | 4.2 |
| 2007–08 | Boston    | 56  | 5  | 14.4 | .572 | .000 | .710 | 4.1 | .3  | .3  | .3  | 7.9 |
| 2008–09 | Boston    | 70  | 7  | 17.5 | .524 | .000 | .689 | 4.9 | .7  | .3  | .5  | 7.7 |
| 2009–10 | Cleveland | 20  | 2  | 11.8 | .429 | .000 | .587 | 3.0 | .0  | .3  | .1  | 4.0 |
| 2010–11 | Cleveland | 14  | 3  | 13.4 | .492 | .000 | .462 | 2.7 | .1  | .5  | .2  | 5.0 |
| 2010–11 | Memphis   | 16  | 0  | 8.8  | .500 | .000 | .609 | 1.6 | .3  | .2  | .1  | 5.5 |
| Total   | Total     | 239 | 19 | 13.9 | .515 | .000 | .682 | 3.8 | .3  | .3  | .3  | 6.2 |

### Playoffs
| Año     | Equipo    | PJ | PT | MPP  | %TC  | %3P  | %TL  | RPP | APP | ROB | TPP | PPP |
| ------- | --------- | -- | -- | ---- | ---- | ---- | ---- | --- | --- | --- | --- | --- |
| 2007–08 | Boston    | 23 | 1  | 11.7 | .493 | .000 | .667 | 2.7 | .2  | .0  | .1  | 5.0 |
| 2008–09 | Boston    | 2  | 0  | 12.0 | .429 | .000 | .667 | 4.5 | .0  | .0  | .0  | 5.0 |
| 2009–10 | Cleveland | 3  | 0  | 3.0  | .250 | .000 | .750 | .7  | .0  | .0  | .0  | 1.7 |
| 2010–11 | Memphis   | 4  | 0  | 3.5  | .250 | .000 | .750 | 1.0 | .0  | .0  | .0  | 1.8 |
| Total   | Total     | 32 | 1  | 9.9  | .457 | .000 | .675 | 2.4 | .1  | .0  | .1  | 4.3 |